# Джакузи-машина на времето 2
„Джакузи-машина на времето 2“ (на английски: Hot Tub Time Machine 2) е американска научнофантастична комедия на режисьора Стийв Принк.
Продължение е на филма „Джакузи-машина на времето“ от 2010 г. Главните роли се изпълняват от Роб Кордри, Крейг Робинсън, Кларк Дюк, Адам Скот и Чеви Чейс.